# M'Khalif
M'Khalif  (in arabo امخاليف‎?) è un centro abitato e comune rurale del Marocco situato nella provincia di Essaouira, regione di Marrakech-Safi. Conta una popolazione di 5 387 abitanti (censimento 2014).